# Prince Said Ibrahim International Airport

i7
i11
i13
Der internationale Flughafen Moroni-Hahaya – Prince Said Ibrahim (französisch Aéroport international Prince Said Ibrahim, IATA-Code: HAH, ICAO-Code: FMCH) ist der einzige internationale Verkehrsflughafen der Komoren. Er liegt an der westlichen Küste der Hauptinsel Grande Comore etwa 18 Kilometer nördlich der Hauptstadt Moroni. Er ist benannt nach Prinz Saïd Ibrahim Ben Ali.

## Lage und Auslegung
Der Prince Said Ibrahim International Airport verfügt über ein relativ neues Terminal. Im Terminal finden sich Schalter der Post und für verloren gegangenes Gepäck sowie diverse Kaufmöglichkeiten für Erfrischungen. Wechselstuben gibt es nicht.
Der Flughafen ist der größte auf den Komoren und wird regelmäßig im Linienverkehr mit den anderen beiden Hauptinseln, Anjouan und Mohéli, verbunden. Darüber hinaus fliegen etliche Fluggesellschaften nach Moroni, die den Flughafen mit Madagaskar, weiteren Inseln der Region und dem afrikanischen Festland verbinden. Zudem werden das wegen der französisch geprägten Geschichte für z. B. Wanderarbeiter und Regierungsvertreter wichtige Ziel Paris und andere französische Städte mit Umsteigeverbindungen über die Streckennetze von Yemenia und Ethiopian Airlines angeflogen.

## Zwischenfälle
Im Bereich des Flughafens Moroni-Hahaya kam es von 1968 bis 2016 zu vier Totalverlusten von Flugzeugen. Bei drei davon wurden insgesamt 185 Menschen getötet.
- Am 27. Januar 1968 stürzte eine de Havilland DH-114 Heron 1B der Air Comores (Luftfahrzeugkennzeichen F-OCED) im Endanflug auf den Flughafen Moroni ab. Dabei kamen 15 der 16 Personen an Bord ums Leben (siehe auch Flugunfall der Air Comores 1968).[3]

- Am 23. November 1996 entführten drei Männer eine Boeing 767-200ER (ET-AIZ) der Ethiopian Airlines auf dem Weg von Addis Abeba nach Nairobi, Kenia und forderten von den Piloten, sie sollten stattdessen nach Australien fliegen. Beteuerungen des Kapitäns, dass die Maschine für einen solchen Flug nicht genug Kerosin an Bord habe, glaubten sie nicht. Der Kapitän drehte unbemerkt ab und flog auf die Komoren zu. Wegen Treibstoffmangels führten die Piloten eine Notwasserung vor Grande Comore durch. Dabei überschlug sich das Flugzeug und 125 der 175 Insassen kamen um. Die Notlandung wurde von am Strand anwesenden Touristen auf Video festgehalten (siehe auch Ethiopian-Airlines-Flug 961).[4]

- Am 30. Juni 2009 stürzte ein Airbus A310-324 der Yemenia (Luftfahrzeugkennzeichen 7O-ADJ) mit 153 Menschen an Bord in den Indischen Ozean. Während des Landeanflugs auf den Flughafen Moroni-Hahaya kam es zu einem Strömungsabriss, wobei die Maschine rund 15 Kilometer vor der Hauptinsel Grande Comore ins Meer stürzte. Es gab eine Überlebende (siehe Yemenia-Flug 626).[5][6]

- Am 27. November 2012 stürzte eine Embraer 120ER der Inter Iles Air (D6-HUA) auf dem Weg von Moroni nach Anjuan kurz nach dem Start ins Meer nördlich des Startflughafens. Alle 29 Insassen konnten gerettet werden, das Flugzeug war ein Totalschaden.[7]